# تاشودة
تاشودة بلدية بولاية سطيف تحدها شمالا بلدية جميلة وشرقا بلدية البلاعة وغربا بلدية بني فودة جنوبا بلدية القلتة الزرقاء وهي بلدية تعدادها السكاني حوالي 7000 نسمة يمارس الزراعة وتربية الماشية.
كما يعتبر سد ذراع الديس من أكبر السدود المخصصة للري وتوفير الماء الشروب بالولاية وبعض الولايات الجنوبية لسطيف.

## السكان
حسب إحصائيات الديوان الوطني للإحصاء لسنة 2008 فقد بلغ عدد سكان بلدية تاشودة 7,578 نسمة، بمعدل نمو سلبي بلغ -0.2 مقارنة بسنة 1998.